# 尚·達斯尼斯足球場
尚·達斯尼斯足球場（法語：Stade Jean-Dasnias）是一座位於法國上滨海塞纳省锡河畔圣欧班的足球場，現為迪耶普的主場。